# Azagra
Azagra est une ville et une municipalité de la communauté forale de Navarre (Espagne), à 77 km de sa capitale, Pampelune.
Elle est située dans la zone non bascophone de la province. Le castillan est la seule langue officielle alors que le basque n’a pas de statut officiel .
Les habitants d'Azagra sont appelés familièrement "tarras", un sobriquet typique donné aux villages frontaliers, surtout ceux de la région de Soto. C'est dans ces comarques qu'on utilise le plus ce mot.

## Géographie
Située dans la Ribera navarraise, sur la rive gauche de l'Ebre.

## Hameaux
Chantea, La Badina.

## Localités limitrophes
San Adrian au nord, Peralta et Funes à l'est, (Calahorra et Rincón de Soto au sud-ouest dans La Rioja.

## Économie
L'économie de la localité est principalement basée sur l'agriculture, fruits et légumes, particulièrement et largement devant le reste, la production de raisin. L'agriculture azargraise compte de nombreuses appellation d'origine (denominacion de origen) :
- Laitues - D.O.Tudela
- Asperges - D.O.Navarra
- Pimientos del piquillo - D.O.Lodosa
- Vin - D.O.Rioja

L'industrie n'est pas absente. Elle est en relation avec l'agriculture, déjà pour le secteur majoritaire qui est la transformation des aliments (conserves et surgelés).

## Administration
|               |                   |          |
| {1987 - 2007} | Basilio Sanchez   | PSN-PSOE |
| {2007 - año}  | Mª Antonia Berisa | PSN-PSOE |

UPN n'a pas présenté de liste et tous les conseillers sont bien du PSN-PSOE ou de IUN-NEB.

## Démographie
| Évolution démographique                                | Évolution démographique | Évolution démographique | Évolution démographique | Évolution démographique | Évolution démographique | Évolution démographique | Évolution démographique | Évolution démographique | Évolution démographique | Évolution démographique |
| 1996                                                   | 1998                    | 1999                    | 2000                    | 2001                    | 2002                    | 2003                    | 2004                    | 2005                    | 2006                    | 2007                    |
| ------------------------------------------------------ | ----------------------- | ----------------------- | ----------------------- | ----------------------- | ----------------------- | ----------------------- | ----------------------- | ----------------------- | ----------------------- | ----------------------- |
| 3 496                                                  | 3 507                   | 3 524                   | 3 530                   | 3 756                   | 3 802                   | 3 792                   | 3 767                   | 3 785                   | 3 793                   | 3 735                   |
| Sources: Azagra et instituto de estadística de navarra |                         |                         |                         |                         |                         |                         |                         |                         |                         |                         |

## Patrimoine

### Patrimoine religieux
- Église San Salvador: cette église du XVIe siècle est édifice gothico-renaissance de nef unique, clocher pentagonal et chapelles entre les contreforts. Le retable principal, entre ceux de San Francisco Javier et San Gregorio est un des meilleurs ensemble de Navarre.
- Basilique de Nuestra Señora del Olmo: édifice baroque en brique contient une des plus jolies tailles mariales de Navarre, celle de Nuestra Señora del Olmo.
- Basilique San Esteban (Argadiel)

## Personnalités
- Pedro Ruiz de Azagra, noble de la localité qui reconquit Albarracín aux maures en 1170.

### Sources
- (es) Cet article est partiellement ou en totalité issu de l’article de Wikipédia en espagnol intitulé « Azagra » (voir la liste des auteurs).